# 沙赫科特
沙赫科特（羅馬化：Shāhkot）是印度旁遮普邦賈朗達爾縣的一个城镇。总人口12631（2001年）。

## 人口
该地2001年总人口12631人，其中男性6640人，女性5991人；0—6岁人口1497人，其中男860人，女637人；识字率70.45%，其中男性为73.31%，女性为67.28%。